# ベネズエラ国鉄
ベネズエラ国鉄(スペイン語: Instituto de Ferrocarriles del Estado, IAFE)とは、ベネズエラの国営鉄道である。ベネズエラでは長年、鉄道網の整備は行われてこなかった。しかし、ウゴ・チャベス大統領の下、1999年憲法に鉄道網を再建する案が策定され、2017年現在大規模な整備・建設が行われている。

## 路線網
現在、ベネズエラには標準軌道の路線が682km存在する。現存する鉄道網の多くは19世紀に建設されたものである。1950年代以降列車の運行は激減しており、ベネズエラの交通はバスと道路網が中心となっている。
2006年にカラカス～クア間にベネズエラ国鉄近郊列車が開通したのをはじめ、中国製の気動車を用いた都市間鉄道なども開業予定であり建設が急ピッチで行われている。
- エセキエル・サモラ線(Ezequiel Zamora)･･･そのうち、カラカス～クア間にベネズエラ国鉄近郊列車が開通。Puerto Cabello – La Encrucijada間が建設中。
- シモン・ボリバル線(Simón Bolívar)･･･貨物路線として運行。旅客鉄道を運行するための整備が行われている。
- 北西線(Norte Occidental)･･･貨物路線。
- 北ジャネーロ線(Norte Llanero)･･･建設中。
- 中央南線(Centro Sur)･･･建設中。
- 東洋線(Oriental)･･･建設中。
- 西洋線(Occidental)･･･建設中。
- ギアナ地域線(Región Guayana)･･･計画路線。
- カラカス・ラグアイラ線(Caracas – La Guaira)･･･計画路線。
- レクリエーション線(Recreacional)･･･建設中。